# Wenfeng
Der Stadtbezirk Wenfeng (chinesisch 文峰区, Pinyin Wénfēng Qū) ist ein Stadtbezirk in der chinesischen Provinz Henan. Er gehört zum Verwaltungsgebiet der kreisfreien Stadt Anyang im Norden der Provinz. Der Stadtbezirk hat eine Fläche von 179 Quadratkilometern und zählt 445.700 Einwohner (Stand: Ende 2018).

## Administrative Gliederung
Auf Gemeindeebene setzt sich der Stadtbezirk aus zwölf Straßenvierteln, einer Großgemeinde und einer Gemeinde zusammen. 